# Салаев, Фуад Мамедамин оглы
Фуад Мамедамин оглы Салаев (азерб. Fuad Məmmədəmin oğlu Salayev) — азербайджанский скульптор, профессор, Народный художник Азербайджанской Республики (2002), проректор Академии художеств Азербайджанской Республики, почётный академик Российской академии художеств.

## Биография
Фуад Салаев родился 24 сентября 1943 года в Баку. Является выпускником Азербайджанского государственного художественного училища имени Азима Азимзаде и Московский государственный институт художеств имени Сурикова.
Многие годы Салаев принимал участие на всесоюзных выставок и на многочисленных проектах совместно с Академией художеств Российской Федерации. Фуад Салаев является автором Авторству Салаева принадлежит барельеф Сергею Есенину в посёлке Мардакян, где поэт жил во время пребывания в Баку, а также некоторые скульптуры в центре города.
В 1992 году в соответствии с указом президента Азербайджанской Республики Аяза Муталибова Фуаду Салаеву было присвоено звание Заслуженного деятеля искусств Азербайджанской Республики
В 2002 году в соответствии с указом президента Азербайджанской Республики Гейдара Алиева Фуаду Салаеву было присвоено звание Народного художника Азербайджанской Республики. 
11 декабря 2006 года был удостоен Персональной пенсии Президента Азербайджанской Республики.
В сентябре 2013 года Салаев в соответствии с распоряжением президента Азербайджанской Республики Ильхама Алиева был награждён орденом «Слава».

Актриса. Скульптор Ф. Салаев. Перед зданием театра «Унс» в Баку
Памятник Рашиду Бейбутову. Скульптор Ф. Салаев. Перед зданием Театра песни им. Р. Бейбутова в Баку